# まんきつ
まんきつ（1975年2月2日 - ）は、埼玉県熊谷市出身の日本の漫画家。水瓶座。日本大学芸術学部卒業。学位・学士（芸術）。旧筆名はまん臭きつ子、マン臭きつ子、まんしゅうきつこ（全て読みは同じ）。

## 来歴
少女時代は『ドラゴンボール』の孫悟空が好きで、悟空がチチと結婚した時には悔し泣きしたという。高校時代に伊集院光や大槻ケンヂのラジオがきっかけで、『ガロ』を読むようになる。たま、電気グルーヴに傾倒し、たまのコスプレもしていたという。
日本大学芸術学部在籍中に江川達也のアシスタントを1年間務め、『東京大学物語』の背景などを担当する。並行して『ガロ』に「入院患者の独白」を描いた短編漫画も投稿するが、本人いわく「シュール過ぎた」のか採用されなかった。
日本大学卒業後、父親の紹介で、興味は無かったが、プラネタリウム施設に就職。4年間勤務するも薄給に耐え切れず、OLに転職して、職場の男性と28歳の時に結婚（後に離婚）。その後は元江川プロの同僚の仕事をたまに手伝う程度で、漫画家としての活動は行っていなかったが、諦めきれず30歳の時に講談社に投稿した36頁の青春ものストーリー漫画がちばてつや賞を獲得するもデビューには至らなかった。
無名時代に偶然知り合った漫画家の清野とおるに勧められ、ブログ『まんしゅうきつこのオリモノわんだーらんど』を2012年5月に開設して話題となる。
以降、漫画家・イラストレーターとして『週刊新潮』『anan』『小説すばる』『本当にあった笑える話』『週刊SPA!』『mini』などの雑誌で活躍。コミックスにアルコール依存症の経験を綴った『アル中ワンダーランド』（扶桑社）、『ハルモヤさん』（新潮社）などがある。

## 人物
当初の筆名は「マン臭きつ子」であり、これは当初「ツイッターで変なリプライが来ないように」考えたもので、ごく身近な人間の笑いをとりたいという理由から「軽い気持ちで」ブログ開設に際してもそのまま使用したものである。しかし家族の反対を受け、平仮名表記に改名した。一時、自身の筆名が不快感を与えるのではないかと心配になり、改名を検討していた。扶桑社がこの筆名を不快に思うかアンケートをしたところ、改名すべきか否かについては賛否が拮抗した。だが、当時の筆名が不快だとする意見は18パーセント程度にとどまっており、「いい名前だ」「特に何とも思わない」とする意見が圧倒的であったことから、ひとまず改名は見送ることとなった。2019年2月に筆名を「まんきつ」に変えた。これは、サウナに通い続けることで心の毒が抜けたことと、同年1月からカウンセリングに通い自己肯定感が生まれたことで、自罰的なペンネームを改めようと思ったことが理由である。『自虐的な漫画』と言われることが多かったが、まんきつ自身は何が自虐的なのか分からず、自分の身に起きたことをそのまま描いていただけであり、「自虐」と言われるたびに「自虐じゃない」と思っていた。全てを頭ごなしに否定するような親に育てられために自己肯定感が低くなったが、それまでは気付かなかった。カウンセリングでは「よく生きてきたね」と言われた。一時期、弟の家に居候していたが、弟に腹を立て、壁に頭を打ち付け、窓から飛び降りようと思ったことがあった。2019年8月現在は弟の家から引っ越し、電話着信もLINEもブロックしているために、とても平和だという。本人は「作者が幸せになると作品がつまらなくなる」と言われるが、本人が「楽しい」「幸せ」と思いながら漫画を描く方が、作品は絶対的に良くなると実感しており、「作者が不幸な方が作品は面白い」という思い込みは無くしていきたいと語っている。
家事をしながらブログを更新することがストレスとなってアルコールを摂取するようになり、次第に重度のアルコール依存症となった（酷い時には化粧用のアルコールにトマトジュースを混ぜて飲んだほど）。現在は克服している。
漫画家の沖田×華は、初めてまんきつに会った際、絵とは異なり「豆モヤシのような細さの美女」で驚いたことを、自身のエッセイ「ますます毎日やらかしてます。」に記している。（ちなみに、まんきつも沖田×華も年齢は違うが同じ2月2日生まれ。）
漫画家の清野とおるとは、自身の弟を通じて知り合い、三人で酒を酌み交わす飲み友達となったそうである。清野は、まんきつとその弟について「今まで出会ってきたどの人間たちとも異なる何か得体の知れない能力」を持つと考えており、それにあやかろうと交流を重ねている、とブログで面白おかしく記している。清野は、特にまんきつについて「一介の主婦…の仮面を被ったきちがい」と評している。

## 家族・親族
三人兄弟の長女。5歳下の弟の江森康之はカメラマンであり、『赤目四十八瀧心中未遂』のスチールを担当するなど映画やテレビのスチールやグラビア等を手掛けている。『週刊SPA!』の企画でグラビアを撮影することになった際には、弟をカメラマンとして指名した。
2019年6月時点で中学2年生の息子がいる。
江森康之との対談の中で、父親が市議会議員だったということが明らかになった。

## 作品

### 漫画
- ハルモヤさん（『GoGoバンチ』新潮社、2013年 - 2017年、全2巻）
- アル中ワンダーランド（扶桑社、2015年、全1巻）
- まんしゅうきつこのリフォームワンダーランド（『ドアラジオ』リブセンス、2015年 - 連載）
- 湯遊ワンダーランド（扶桑社、2018年 - 2019年、全3巻）

### エッセイ
- まんしゅう家の憂鬱（『小説すばる』集英社、2014年 - 同年1月号〜12月号）

## メディア出演
- バラいろダンディ（TOKYO MX、2015年4月15日）
- BAZOOKA!!!「本当は怖いアルコールの世界」（BSスカパー!、2015年5月4日）
- 徳井と後藤と麗しのSHELLYが今夜くらべてみました「渡辺直美が気になる女キャスティングSP」（日本テレビ、2015年5月12日）
- アウト×デラックス（フジテレビ、2015年7月9日）
- おしゃべりオジサンとヤバイ女（テレビ東京、2018年7月14日）